# Stazione di Carmignano di Brenta
Stazione di Carmignano di Brenta vasútállomás Olaszországban, Veneto régióban, Carmignano di Brenta településen.

## Vasútvonalak
Az állomást az alábbi vasútvonalak érintik:
- Vicenza-Treviso-vasútvonal

## Kapcsolódó állomások
A vasútállomáshoz az alábbi állomások vannak a legközelebb: 
- Stazione di Fontaniva (Stazione di Treviso Centrale)
- Stazione di San Pietro in Gù (Stazione di Vicenza)